# Josette Cornelis
Josette Cornelis (Rouvroy, 22 april 1940) is een Belgisch voormalig wielrenster die actief was in de late jaren 1950 en vroege jaren 1960. Ze wordt beschouwd als een pionier binnen het vrouwenwielrennen in België. Tijdens haar carrière worden de eerste officiële wereldkampioenschappen en Belgische kampioenschappen wielrennen voor vrouwen ingericht.

## Carrière
Cornelis koerste slechts een zevental jaar. Hoewel ze zich vanaf 1956 aansloot bij wielerclub De Zeemeeuw in Oostende, bleef ze toch doorgaans alleen trainen. Haar eerste wedstrijd verreed ze op 30 september 1956 in Putte.
De Belgische Wielerbond erkende vanaf 1959 officieel het vrouwenwielrennen en ondersteunde wedstrijdorganisaties bij het inrichten ervan. Cornelis sluit zich datzelfde jaar ook aan en ontvangt zo haar eerste officiële licentie. De voorgaande jaren nam ze deel aan wedstrijd die georganiseerd werden door nevenbonden.  
Op 24 maart 1959 behaalde ze een derde plaats in de allereerste officiële Belgische wegwedstrijd voor vrouwen, achter Elsy Jacobs en Victoire Van Nuffel. Later dat jaar, op 28 juni 1959, werd ze 19de in het eerste officieel erkende Belgisch kampioenschap op de weg. 
In het baanwielrennen behaalde Cornelis een derde plaats in de achtervolging tijdens het Belgisch kampioenschap te Rocourt, achter Yvonne Reynders en Victoire Van Nuffel.  
Ze reed nog internationale wedstrijden, waaronder een estafette in de Dordogne en een pistewedstrijd in Parijs waar ze brons behaalde. In het wereldkampioenschap op de weg voor vrouwen moest ze vroegtijdig de wedstrijd verlaten.

## Privéleven
Josette Cornelis is de dochter van Mathilde Samyn en bokser Jozef Cornelis. Mathilde had zelf nog gekoerst in de jaren ’20 en ’30. Zij inspireerde Josette om zelf ook deel te nemen aan wielerwedstrijden. Haar oom was fietsenmaker en voorzag haar van het nodige materiaal, waaronder een frame. Ze combineerde haar wielercarrière met haar opleiding in mannenkleding. Ze woonde in Raversijde en ging met de fiets naar de naaischool in Oostende. Na een zevental jaar, op 23-jarige leeftijd, stopte ze abrupt met koersen en gaf het wielrennen op omdat het niet meer mocht van haar toekomstige echtgenoot. Later keerde de liefde voor de koers terug in haar leven. Samen met haar man bezoekt ze nog steeds wielerwedstrijden voor zowel mannen als vrouwen.

## Resultaten

### 1959
- 3e in Anderlecht (V), Anderlecht (Brussels Hoofdstedelijk Gewest), België
- 3e in Nationaal Kampioenschap, Baan, Achtervolging, Elite, België(V), Rocourt (Liege), België
- 3e in Nationaal Kampioenschap, Baan, Sprint, Elite, België(V), Rocourt (Liege), België
- 19e in Nationaal Kampioenschap, Op de weg, Elite, België(V), Antwerpen (Antwerpen), België

### 1962
- 2e in GP Groenen Groep, (Veldhoven(V)), Veldhoven (Noord-Brabant), Nederland